# Hans Lucke (Ingenieur)
Hans Lucke (* 1892 in Königsberg (Preußen); † 10. August 1983 in Scharnebeck) war ein deutscher Ingenieur und Schriftsteller.

## Leben
Lucke studierte Ingenieurwissenschaft an der TH Danzig. In Ostpreußen wurde er Landesbaumeister in Memel und Pillau. Nach der Vertreibung aus Ostpreußen war er sechseinhalb Jahre politischer Gefangener im Bautzener Gefängnis.
An Erzählungen und Romanen schrieb er Der Leuchtturmwärter (1965) und Der leichte Stein. Ein Roman um Liebe und Bernstein (1970).